# Невский путепровод
Не́вский путепрово́д (также известный как Сортиро́вочный мост) — автодорожный путепровод над путями станции Сортировочная-Московская Московского направления Октябрьской ЖД, соединяющий проспект Славы (Фрунзенский район) и Ивановскую улицу (Невский район) в Санкт-Петербурге. Часть Центральной дуговой магистрали. На момент открытия был самым длинным путепроводом данного типа в Советском Союзе.

## Название
Несмотря на то что Невский путепровод чаще называют Сортировочным, топонимическая комиссия Санкт-Петербурга не намерена переименовывать его, как и добавлять этот вариант как равноправный. «У нас много таких полуофициальных названий. Они живут себе и никому не мешают. Мост Петра Великого, Старо-Невский проспект, Верхнее и Нижнее шоссе в Курортном районе. Вы тоже могли бы сказать, что топоним Зеленогорское шоссе никто не употребляет», — пояснил член комиссии А. Г. Владимирович.

## История
Построен в 1974 году по проекту коллектива инженеров под руководством архитекторов Г. А. Павлова, Г. М. Евдокимова и А. И. Лаврентьева.
При въезде на путепровод установлены пилоны, украшенные барельефами, автором которых является скульптор Л. Л. Михайленок. Сюжет рельефной композиции — Обуховская оборона 1901 года и прорыв блокады Ленинграда 1943 года.
C каждой стороны путепровода обустроены по одному спуску к Сортировочной-Московской улице.
С обеих сторон путепровода были построены спуски на каждую из двух платформ остановочного пункта «Сортировочная», однако после установки на платформах турникетов в 2007—2008 годах спуски были заварены.